# Saint-Hilaire-sur-Risle
Saint-Hilaire-sur-Risle là một xã trong tỉnh Orne, vùng Normandie tây bắc nước Pháp. Xã Saint-Hilaire-sur-Risle nằm ở khu vực có độ cao trung bình 250 mét trên mực nước biển.